# Звонцовка
Звонцо́вка (бел. Званцоўка) — деревня в составе Черноборского сельсовета Быховского района Могилёвской области Белоруссии.

## Население
- 2010 год — 4 человека